# Симашев, Фёдор Петрович
Фёдор Петрович Симашев (13 марта 1945, Верхний Багряж, Татарская АССР — 19 декабря 1997, Заинск, Татарстан) — советский лыжник, олимпийский чемпион (1972), чемпион мира, заслуженный мастер спорта СССР (1970).
Жил в г. Заинск, Республика Татарстан.
Окончил Московский областной педагогический институт им. Н. К. Крупской.
Выступал за «Динамо» (Москва).
Скончался 19 декабря 1997 года в Заинске, похоронен на Николо-Архангельском кладбище в Москве (уч. № 25 «А»).

## Спортивная карьера
- 12-кратный чемпион СССР: 1968 (15 км); 1969, 1971, 1973 (30 км); 1974 (50 км); 1968, 1969, 1970, 1972, 1973, 1975, 1976 (эстафета 4×10 км)[2][1][5]
- Серебряный призёр чемпионатов СССР: 1972—1974 (15 км); 1970, 1974 (30 км); 1968, 1971 (50 км); 1969, 1974 (70 км)
- Бронзовый призёр чемпионатов СССР: 1969, 1972, 1975, 1976 (50 км); 1974 (эстафета 4×10 км)
- Участник олимпийских игр 1968: 26 место (15 км)
- Чемпион мира: 1970 (эстафета 4×10 км)
- Серебряный призёр чемпионата мира: 1974 (эстафета 4×10 км)
- Бронзовый призёр чемпионата мира: 1970 (15 км)
- Олимпийский чемпион 1972 в эстафете 4×10 км (с Владимиром Воронковым, Юрием Скобовым и Вячеславом Ведениным)
- Серебряный призёр олимпийских игр 1972 (15 км)
- 5-кратный победитель Всемирных зимних Универсиад и ряда международных соревнований
- В 1978—1989 годах — старший тренер «Динамо» (Москва). В 1989—1991 годах — главный тренер ЦС «Динамо»
- В 1966—1991 годах — инструктор по горным лыжам Камского объединения Заинского автоагрегатного завода. В 1991—1993 годах — помощник директора по физкультурно-оздоровительной работе и спорту. В 1993—1995 годах — начальник бюро отдела социально-бытового развития. В 1995 году — ведущий специалист по физической культуре и спорту спортивно-оздоровительного управления «Ялта-Зай». В 1996—1997 годах — ведущий специалист по физической культуре и спорту управления соцкультбыта автоагрегатного завода «КамАЗ» (г. Заинск)[2][1][5]

## Награды
- орден «Знак Почёта» (03.03.1972)
- Медаль «За трудовую доблесть»
- Медаль «За воинскую доблесть в ознаменование 100-летия со дня рождения В. И. Ленина» (1970)[2][5]